# EFL Trophy
L'EFL Trophy (autrefois nommé Football League Trophy) est une compétition de football en Angleterre créée en 1983. Elle se dispute dans un format à élimination directe. Cette coupe est ouverte aux clubs participant à la Football League One, à la Football League Two (soit les troisième et quatrième divisions dans la hiérarchie du football anglais) et les académies de 16 clubs. 24 clubs composant chaque division, cette coupe est donc disputée par 64 équipes.

## Histoire
Autrefois cette coupe s'appelait la "Milk CUP" en références à un sponsor laitier qui livrait du lait frais à domicile.
Souvent boycottée par les supporters l'estimant comme une "tin-pot cup" (une coupe qui ne vaut rien, sans grand intérêt), elle a néanmoins son record pour une finale à Wembley en 2019 avec 85 201 spectateurs, voyant Portsmouth s'imposer face à Sunderland aux tirs au but.
La compétition s'appelle Associate Members' Cup. Pour des raisons de parrainage, la coupe est dénommé de différentes appelations : entre 2007 et 2016 le Johnstone’s Paint Trophy; de 2016 à 2019, elle s'appelle la Checkatrade Trophy; de 2019 à 2020, elle s'appelle Leasing.com Trophy; de 2020 à 2023, elle s'appelle Papa John's Trophy; de 2023 à 2024, elle s'appelle Bristol Street Motors Trophy; depuis 2024, elle s'appelle Vertu Trophy.

## Palmarès

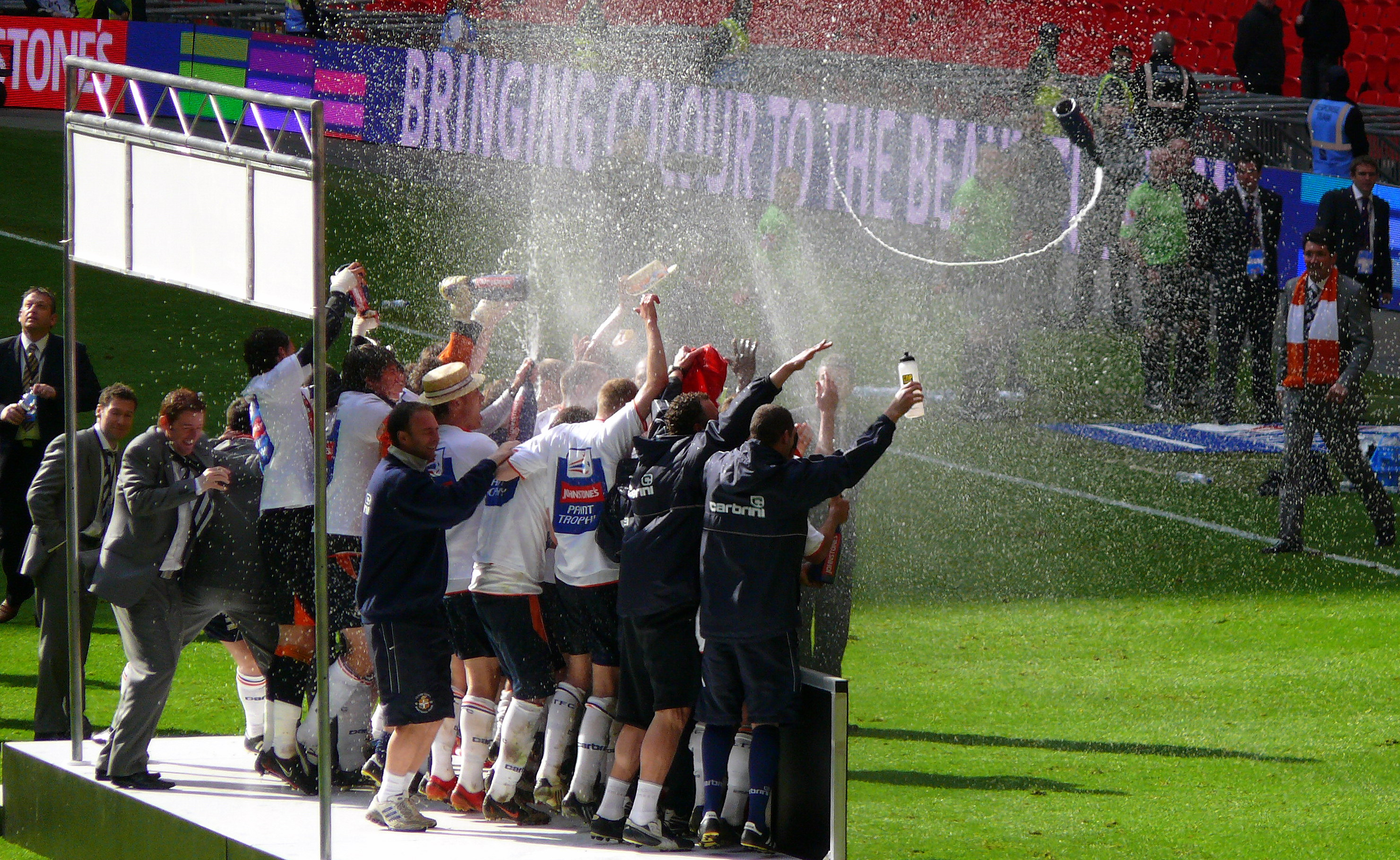
Luton Town célèbre sa victoire en 2009.

| Saison    | Vainqueur               | Finaliste         | Résultat           |
| --------- | ----------------------- | ----------------- | ------------------ |
| 1983-1984 | AFC Bournemouth         | Hull City         | 2 - 1              |
| 1984-1985 | Wigan Athletic          | Brentford FC      | 3 - 1              |
| 1985-1986 | Bristol City            | Bolton Wanderers  | 3 - 0              |
| 1986-1987 | Mansfield Town          | Bristol City      | 1 - 1 ap 6 - 5 tab |
| 1987-1988 | Wolverhampton Wanderers | Burnley FC        | 2 - 0              |
| 1988-1989 | Bolton Wanderers        | Torquay United    | 4 - 1              |
| 1989-1990 | Tranmere Rovers         | Bristol Rovers    | 2 - 1              |
| 1990-1991 | Birmingham City         | Tranmere Rovers   | 3 - 2              |
| 1991-1992 | Stoke City              | Stockport County  | 1 - 0              |
| 1992-1993 | Port Vale               | Stockport County  | 2 - 1              |
| 1993-1994 | Swansea City            | Huddersfield Town | 1 - 1 ap 4 - 2 tab |
| 1994-1995 | Birmingham City (2)     | Carlisle United   | 1 - 0 ap           |
| 1995-1996 | Rotherham United        | Shrewsbury Town   | 2 - 1              |
| 1996-1997 | Carlisle United         | Colchester United | 0 - 0 ap 4 - 3 tab |
| 1997-1998 | Grimsby Town            | AFC Bournemouth   | 2 - 1 ap           |
| 1998-1999 | Wigan Athletic (2)      | Millwall FC       | 1 - 0              |
| 1999-2000 | Stoke City (2)          | Bristol City      | 2 - 1              |
| 2000-2001 | Port Vale (2)           | Brentford FC      | 2 - 1              |
| 2001-2002 | Blackpool FC            | Cambridge United  | 4 - 1              |
| 2002-2003 | Bristol City (2)        | Carlisle United   | 2 - 0              |
| 2003-2004 | Blackpool FC (2)        | Southend United   | 2 - 0              |
| 2004-2005 | Wrexham FC              | Southend United   | 2 - 0 ap           |
| 2005-2006 | Swansea City (2)        | Carlisle United   | 2 - 1              |
| 2006-2007 | Doncaster Rovers        | Bristol Rovers    | 3 - 2 ap           |
| 2007-2008 | Milton Keynes Dons      | Grimsby Town      | 2 - 0              |
| 2008-2009 | Luton Town              | Scunthorpe United | 3 - 2 ap           |
| 2009-2010 | Southampton FC          | Carlisle United   | 4 - 1              |
| 2010-2011 | Carlisle United (2)     | Brentford FC      | 1 - 0              |
| 2011-2012 | Chesterfield FC         | Swindon Town      | 2 - 0              |
| 2012-2013 | Crewe Alexandra         | Southend United   | 2 - 0              |
| 2013-2014 | Peterborough United     | Chesterfield FC   | 3 -1               |
| 2014-2015 | Bristol City (3)        | Walsall FC        | 2 - 0              |
| 2015-2016 | Barnsley FC             | Oxford United     | 3 - 2              |
| 2016-2017 | Coventry City           | Oxford United     | 2 - 1              |
| 2017-2018 | Lincoln City            | Shrewsbury Town   | 1 - 0              |
| 2018-2019 | Portsmouth FC           | Sunderland AFC    | 2 - 2 ap 5 - 4 tab |
| 2019-2020 | Salford City            | Portsmouth FC     | 0 - 0 ap 4 - 2 tab |
| 2020-2021 | Sunderland AFC          | Tranmere Rovers   | 1 - 0              |
| 2021-2022 | Rotherham United        | Sutton United     | 4 - 2              |
| 2022-2023 | Bolton Wanderers (2)    | Plymouth AFC      | 4 - 0              |
| 2023-2024 | Peterborough United (2) | Wycombe           | 2 - 1              |